# Policejní kolt vzor 357
Policejní kolt vzor 357 (v originále Police Python 357) je francouzsko-německý thriller z roku 1976, který režíroval Alain Corneau. Děj volně vychází z románu The Big Clock Kennetha Fearinga, který byl zfilmován již v roce 1948. Snímek měl světovou premiéru dne 31. března 1976.

## Děj
Inspektor Marc Ferrot se setkává s fotografkou Sylvií Leopardi. Mezi oběma se rozvine aféra. Po nějaké době je Sylvie nalezena zavražděná. Ferrot má za úkol případ vyřešit. Policie se domnívá, že vrahem Sylvie bude její milenec. Ferrot se snaží utajit milostný vztah mezi ním a Sylvií a najít skutečného vraha.

## Obsazení
| Yves Montand          | inspektor Marc Ferrot |
| François Périer       | komisař Ganay         |
| Simone Signoretová    | Thérèse Ganay         |
| Stefania Sandrelliová | Sylvia Leopardi       |
| Mathieu Carrière      | inspektor Ménard      |
| Vadim Glowna          | inspektor Abadie      |

## Ocenění
- César: nejlepší střih (Marie-Josèphe Yoyotte), nominace v kategorii nejlepší filmová hudba (Georges Delerue)